# Copernal
Copernal település Spanyolországban, Guadalajara tartományban. Copernal Espinosa de Henares és Hita, Guadalajara községekkel határos. Lakosainak száma 46 fő (2024).

## Népesség
A település népessége az utóbbi években az alábbiak szerint változott:
| Lakosok száma | 30   | 24   | 30   | 38   | 41   | 32   | 30   | 28   | 31   | 46   |
|               | 2001 | 2004 | 2006 | 2009 | 2011 | 2014 | 2016 | 2019 | 2021 | 2024 |